# Rozložná
Rozložná este o comună slovacă, aflată în districtul Rožňava din regiunea Košice. Localitatea se află la altitudinea de 283 m deasupra n.m., se întinde pe o suprafață de 12,59 km2 și în 2017 număra 215 locuitori.

## Istoric
Localitatea Rozložná este atestată documentar din 1241.

## Demografie
| An:                | 1994 | 2004    | 2014  | 2024   |
| ------------------ | ---- | ------- | ----- | ------ |
| Număr de persoane: | 167  | 200     | 205   | 202    |
| Diferență:         |      | +19,76% | +2,5% | −1,46% |

| An:                | 2023 | 2024   |
| ------------------ | ---- | ------ |
| Număr de persoane: | 209  | 202    |
| Diferență:         |      | −3,34% |